# Julien Gekière
Julien Gekière, né le 28 avril 1938 à Vive-Saint-Éloi (section de Waregem), est un coureur cycliste belge, professionnel de 1962 à 1965.
Il est décédé le 16/06/2024 à Beveren-Leie (B)

## Palmarès
- 1957
  - 3e du Championnat de Belgique de cyclisme sur route
- 1961
  - Champion provincial du Hainaut Indépendants
  - 2e de Heestert-Tournai-Heestert
- 1962
  - 3e étape secteur A du Critérium du Dauphiné libéré
  - 2e de Courtrai-Gammerages
  - 3e du Tour des Flandres des indépendants
- 1964
  - Circuit du Port de Dunkerque
  - Grand Prix Briek Schotte

## Résultats sur le Tour d'Espagne
1 participation
- 1962 : abandon